# Amblygobius
Amblygobius es un género de peces de la familia de los Gobiidae en el orden de los Perciformes.

## Especies
- Amblygobius albimaculatus (Rüppell, 1830)
- Amblygobius buanensis (Herre, 1927)
- Amblygobius bynoensis (Richardson, 1844)
- Amblygobius decussatus (Bleeker, 1855)
- Amblygobius esakiae (Herre, 1939)
- Amblygobius linki (Herre, 1927)
- Amblygobius magnusi (Klausewitz, 1968)
- Amblygobius neumanni (Randall & Earle, 2006)
- Amblygobius nocturnus (Herre, 1945)
- Amblygobius phalaena (Valenciennes, 1837)
- Amblygobius semicinctus (Bennett, 1833)
- Amblygobius sphynx (Valenciennes, 1837)
- Amblygobius stethophthalmus (Bleeker, 1851)
- Amblygobius tekomaji (Smith, 1959)

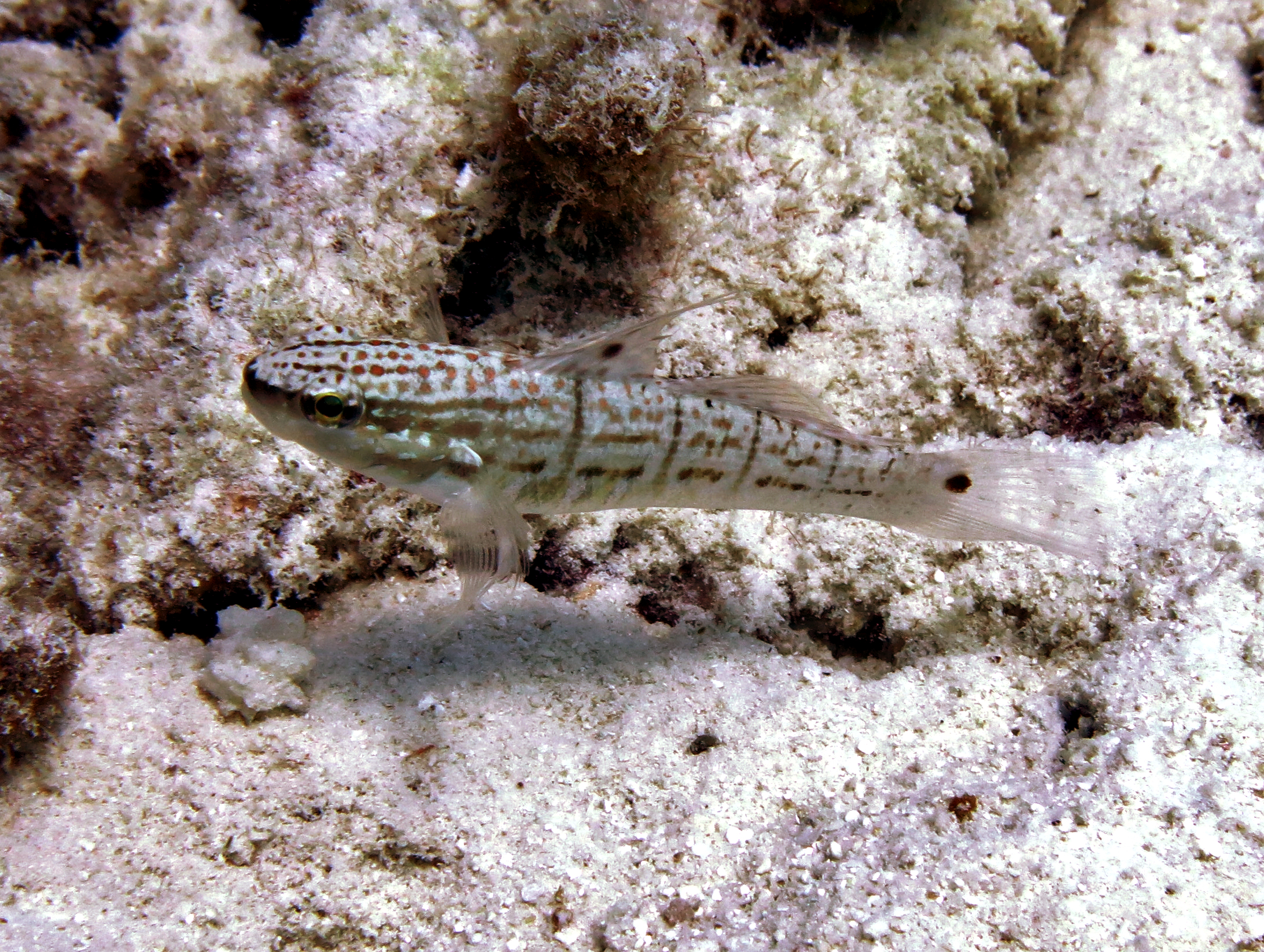
Amblygobius albimaculatus
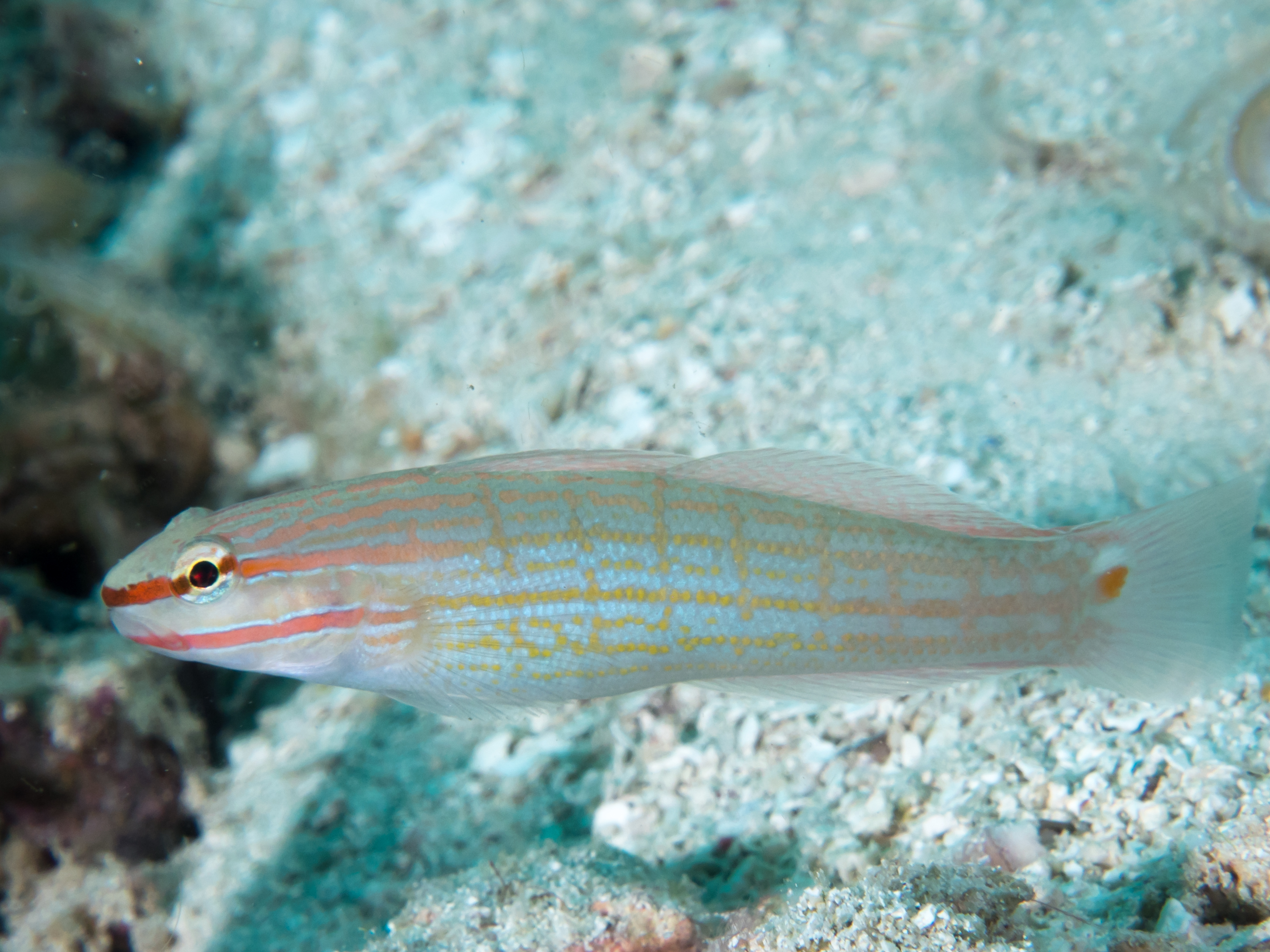
Amblygobius decussatus
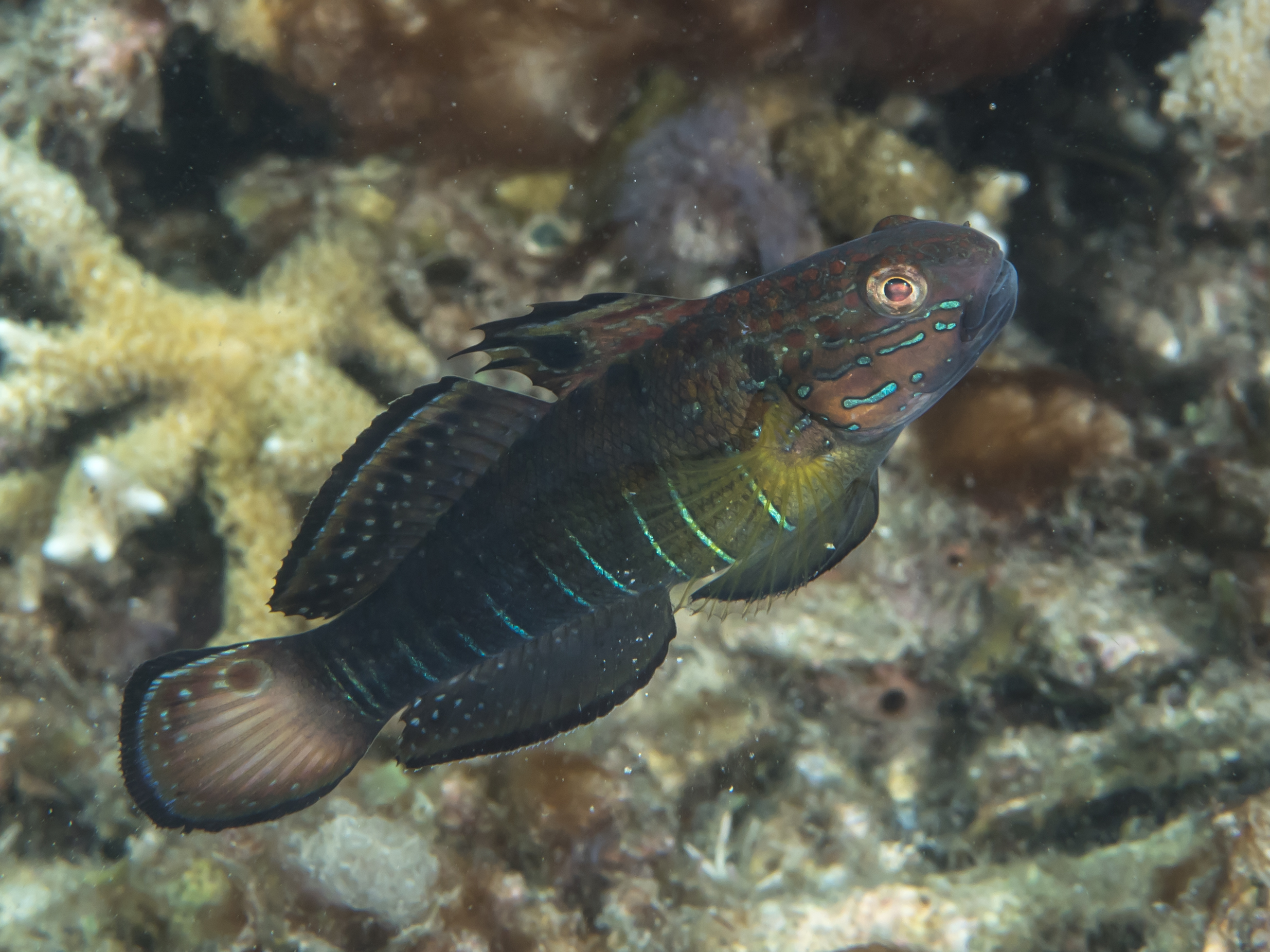
Amblygobius phalaena
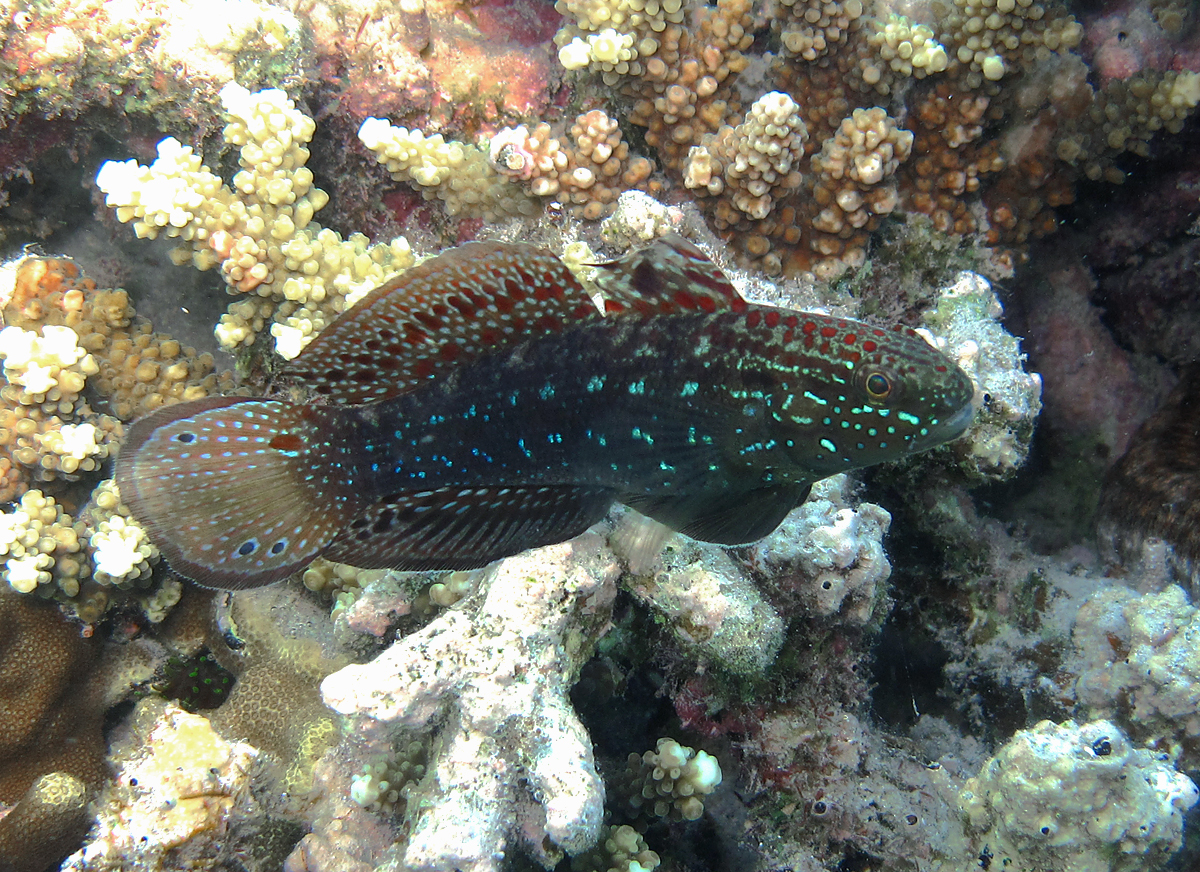
Amblygobius semicinctus
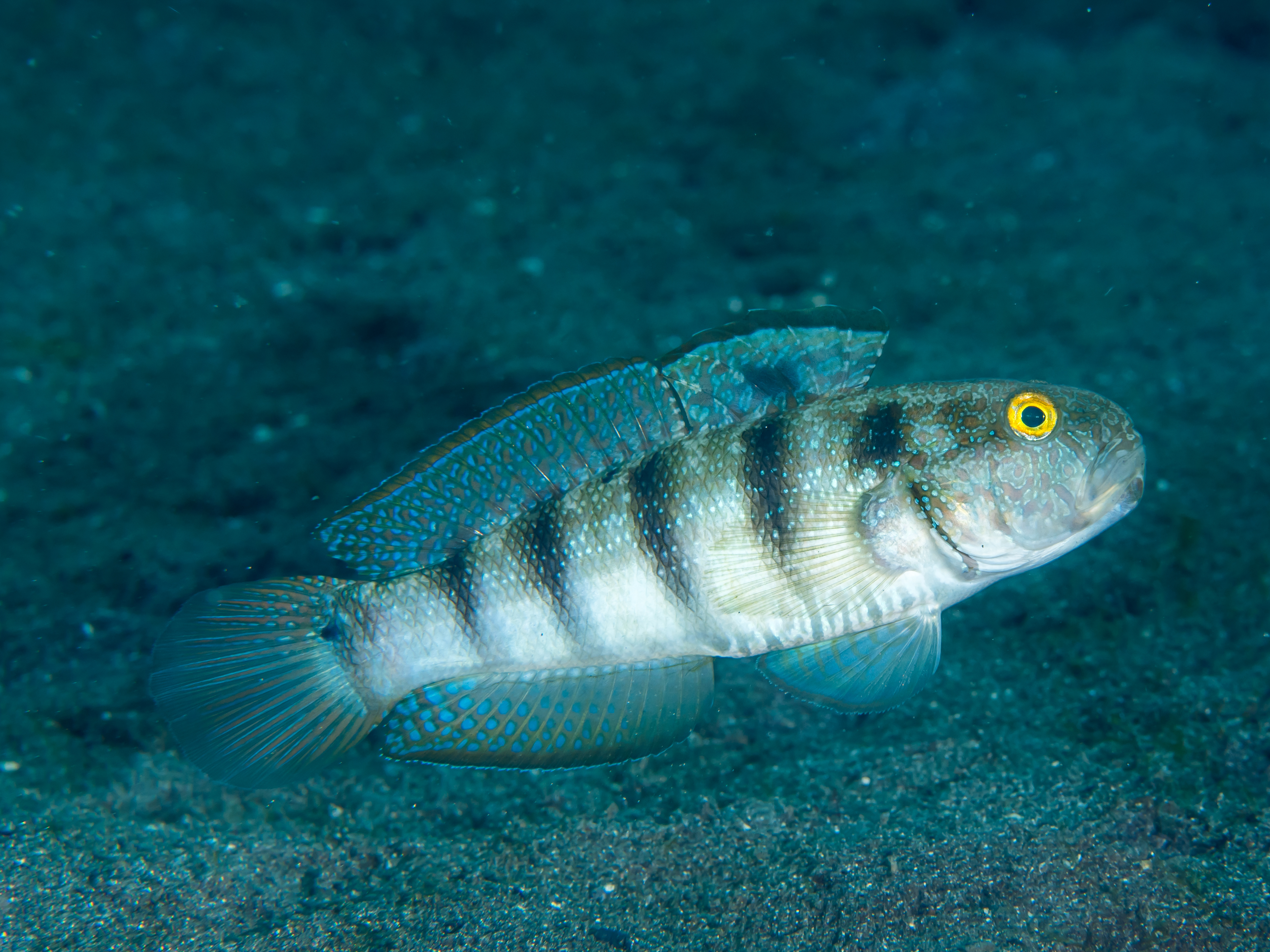
Amblygobius sphynx
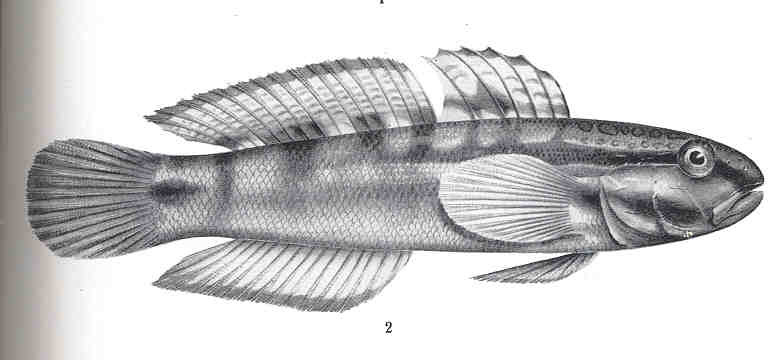
Amblygobius bynoeusis